# 映画・テレビドラマの武器火薬類による事故リスト
映画やテレビドラマ、テレビ番組の製作時に、銃器や火薬、その他武器の使用が要因となった事故の一覧である。太字のタイトルは死亡事故を示す。
小道具の銃によって映画関係者が死亡した例は、”The Captive”(1915)、「トップモデル諜報員 カバー・アップ」(1984)、「クロウ/飛翔伝説」(1994)、”Rust”(2023,公開未定) の4件が報告されている。(2025年現在)

## 1910年代
- The Girl of the Golden West（1915）

俳優のハウス・ピーターズが手にした拳銃本体が吹き飛び、顔と手に重度の火傷を負った。
- The Captive (1915)

ライフル銃で木製ドアを撃ち抜くシーンで、セシル・B・デミル監督はリアリティを求め実弾を使用した。次の撮影に移行する際、ライフルから実弾を抜き取るのを怠りエキストラのチャールズ・チャンドラーが頭を撃ち抜かれ即死した。

## 1920年代
- ロイドの化け物退治　Haunted Spooks(1920)

映画の宣伝フィルムを撮影中、ハロルド・ロイドが拾い上げた小道具の爆弾が炸裂した。右手の親指と人差し指を吹き飛ばし、顔にも火傷を負い一時的に視力を失った。
- The Eleventh Hour (1923)

複葉機からスタントパイロットがパラシュート降下したあとタイマー式爆薬が爆発する予定だったが、タイマーの故障で飛び降りる寸前に爆発した。パイロットは一時脳震盪を起こしながらもなんとかパラシュートを開き助かった。
- キートン将軍 The General (1926)

大砲の発射シーンを撮影中、バスター・キートンは大砲に接近しすぎて爆圧で意識を失った。また戦闘シーンの撮影でマスケット銃の誤射が多発し、数名のエキストラが負傷し、助監督のハリー・バーンズも顔面に空砲を食らった。

## 1930年代
- The Viking (1931)

流氷の映像を撮るためプロデューサーや助監督、撮影クルーの他、漁師138名と密航者2名を乗せてカナダのホース諸島へと出港した。カメラの準備をしているとき流氷を砕くためのダイナマイトが爆発し26人が死亡、ヴァイキング号は沈没した。この事故は映画製作時における死亡事故の最多記録となっている(2025年現在)。
- 暗黒街の顔役　Scarface (1932)

ゲイロード・ロイド(ハロルド・ロイドの兄)が実弾を使った発砲シーンの撮影を見学しているとき、砕け飛んだ弾丸の破片が目に突き刺さり片目を失明した。
- 進め龍騎兵　The Charge of the Light Brigade（1936）

突撃シーンでスタントマンが落馬し、フィールドに落ちていた剣が足に刺さり死亡した。
- The Road Back  (1937)

元海兵隊のジョージ・デイリーが第一次世界大戦の戦闘シーンを撮影中に爆死した。
- オズの魔法使　The Wizard of Oz（1939）

魔女が炎と共に消えるシーンで、魔女を演じるマーガレット・ハミルトンが顔にⅡ度の火傷と右手にⅢ度の火傷を負った。

## 1940年代
- My Life for Ireland (1941)

ドイツが制作する戦意高揚のためのプロパガンダ映画を撮影中、エキストラの1人が本物の地雷を踏んで死亡した。
- 征服されざる人々　Unconquered (1947)

セシル・B・デミル監督が戦闘シーンで本物の火がついた矢を飛ばすことにこだわり、エキストラ10名が火傷を負いうち1人は髪を燃やした。

## 1950年代
- リチャード三世　Richard III (1955）

演技中のローレンス・オリヴィエの脛に矢が刺さったが撮影を続行した。
- 征服者　The Conqueror (1956)

撮影に使われた場所が、3年前に大規模な地上核実験が行われたネバダ核実験場の風下220kmの地点だった。放射性降下物により、監督のディック・パウエルや俳優のジョン・ウェインをはじめとする多数の関係者が癌を発症したと言われている。
- Stopover Tokyo (1957)

エドモンド・オブライエンが撃った空砲が俳優ケン・スコットの顔面を直撃し負傷した。このシーンは日本で撮影された。
- 大怪獣バラン (1958)

怪獣バランの足元でトラックが爆発するシーンで、着ぐるみを着ていた中島春雄が腹部に大火傷を負った。

## 1960年代
- アラモ　The Alamo (1960)

大砲を撃つシーンの撮影で発射の反動で大砲が後退し、車輪がローレンス・ハーヴェイの足の上に乗り上げ複雑骨折した。そのシーンの撮影が終わるまで彼は激痛に耐えた。
- Whiplash  (1961 オーストラリアのテレビドラマ)

俳優兼監督のジョー・マコーミックが撮影中に誤って空砲のショットガンで撃たれ2週間入院した。
- 宇宙大作戦　Star Trek（1967 テレビドラマ）

ウィリアム・シャトナーとレナード・ニモイが小道具の爆発物に接近しすぎたため一時的に聴覚障害を患った。
- 荒鷲の要塞　Where Eagles Dare (1968）

ダーレン・ネスビットが射殺されるシーンで、体に装着していた血糊の火薬の爆発で一時的に視力を失った。がすぐに回復した。

## 1980年代
- ランボー　First Blood（1982）

廃坑で州兵から逃げるシーンで、シルヴェスター・スタローンは弾着火薬の上に手を置いていることに気付かず、手に大怪我を負った。
- スカーフェイス　Scarface (1983)

アル・パチーノがM-16自動小銃を連射した直後に銃身を握ってしまい、手のひらに大火傷を負った。撮影が2週間中断した。
- トワイライトゾーン/超次元の体験　Twilight Zone:The Movie (1983)

ヴィク・モロー(53)、子役のミカ・ディン・リー(7)とレニー・シンイー・チェン(6)がベトナムの戦場を逃げるシーンを撮影中、ヘリコプターが3人の真上に墜落した。チェンが機体の下敷きになったあとモローとリーにメインローターが直撃し全員が即死した。
- トップモデル諜報員カバーアップ　Cover Up (1984 テレビドラマ)

撮影の待ち時間に、俳優のジョン・エリック・ヘクサム(26)が小道具の銃でふざけてロシアンルーレットの真似事をして頭部に空砲を発砲した。爆圧で頭蓋骨が割れ、骨辺が脳に喰い込んで大量の脳出血を起こし脳死状態のままその年に死亡した。
- 特捜刑事マイアミ・バイス Miami Vice (1984 テレビドラマ)

俳優・銃インストラクターのジム・ズビアナがAC-556自動小銃を連射するシーンで、連続して発砲したため銃身が熱膨張を起こし、空砲で作動させるプラグ(銃身内に固定される栓)が前方に吹き飛んだ。プラグはカメラを保護する透明の樹脂板で跳ね返されズビアナの肩に直撃した。
- ペプシのCM (1984）

マイケル・ジャクソンの近くにある花火が早いタイミングで点火してしまい、髪に塗っていたジェルに引火し頭皮と体に2度〜3度の火傷を負った。
- ランボー/怒りの脱出　Rambo: First Blood PartⅡ (1985）

メキシコのアカプルコで、滝の爆発シーンを終了した痕、特殊効果担当のクリフォード・ピーター・ウェンガーJr.(34)が火が残っていないか確認しようとしたところ、岩場で足を滑らせ転落死した。
- 特捜刑事マイアミ・バイス　Miami Vice (1986 テレビドラマ)

爆発物が仕掛けられている建物から脱出するシーンを撮影中、爆発のタイミングを誤りスタントマンのアーネスト・ロビンソンが両足に大火傷を負った。彼はこの事故で引退した。
- アンタッチャブル The Untouchables (1987)

ショーン・コネリーがトミーガンで蜂の巣にされるシーンの撮影で、着弾の特殊効果で吹き飛んだ破片がコネリーの目に入り入院した。
- ダイ・ハード Die Hard (1988)

ブルース・ウィリスがテーブルの下に潜って拳銃を連射するシーンで、ウィリスは左耳の聴力の70%を失った。
- 座頭市 (1989)

殺陣のリハーサルのとき、斬られ役の俳優兼殺陣師の加藤幸雄(34)の首に日本刀が刺さり死亡した。使用された日本刀は小道具ではなく真剣だった。
- サイボーグ　Cyborg (1989）

ジャン＝クロード・ヴァン・ダムとジャクソン・ピンクニーが格闘するシーンで、ピンクニーの目に小道具のナイフが当たりピンクニーは片目を失明した。ピンクニーはヴァン・ダムを訴え48万7,500ドルの賠償金を得た。

## 1990年代
- ターミネーター2　Terminator 2:Judgment Day (1991)

リンダ・ハミルトンがエレベーター内で拳銃を発砲するシーンで片方の耳に永久的な聴覚障害を負った。撮影時の耳栓の使用は義務付けられておらず、俳優の意思に任せているという。
- クロウ/飛翔伝説　The Crow (1994)

主演のブランドン・リー(28)が撃たれるシーンで、空砲と思われていた拳銃から実弾が発射され死亡した。銃身に詰まっていた弾丸が空砲の爆圧で発射されたと結論付けられた。
※「クロウ/飛翔伝説　ブランドン・リー死亡事故」を参照

## 2000年代
- クロウ/天国への階段　The Crow Stairway to Heaven（2000 テレビドラマ）

バンクーバーの湾でボートが爆発するシーンを撮影中、破片がスタントマンのマーク・アッカーストリームの頭に直撃し死亡した。
- トロイ　Troy (2004)

戦闘シーンの撮影でボディビルダーのジョージ・カミレリが足首を負傷した。手術を受け退院したが、数日後に胸の痛みを訴え心不全で死亡した。
- チャーリー・ウィルソンズ・ウォー Charlie Wilson's War (2007)

スティンガーミサイルのモックアップが爆発し小道具担当の助手が重傷を負った。
- Time Team (2007) [注釈 1]

中世の馬上の槍試合の再現シーンで、バルサ材で作ったダミーの槍先が鉄兜に当たって破砕する予定だったが、折れて尖った状態で残ったバルサ材が俳優のポール・アレン(54)の眼から脳にまで貫通し死亡した。

## 2010年代
- ハリー・ポッターと死の秘宝　Harry Potter and the Deathly Hallows（2010～2011）

ハリーが爆発で空中に飛ばされるシーンの撮影で、引き上げるワイヤーの勢いが強すぎたためスタントマンのデヴィッド・ホームズが壁に激突し、脊髄を損傷し全身麻痺の障害を負った。
- エクスペンダブルズ2 　The Expendables 2 (2012)

ブルガリアのダム湖でインフレータブルボートが爆発するシーンを撮影中、スタントマンのクン・リウ(26)が死亡した。もう1名のスタントマンは重体だったが一命をとりとめた。
- フューリー　Fury（2014）

戦闘シーンのリハーサル中、スタントマンが誤って肩を銃剣で刺され緊急搬送された。
- 全米警察24時 コップス　Cops (2018) [注釈 2]

番組スタッフがオマハ警察に同行してレストラン強盗の様子を収録中、警官が撃った銃弾が音響技師のブライス・ディオン(38)に当たり死亡した。

## 2020年代
- Geechee（未定）

2020年8月にドミニカ共和国で撮影を開始したが、警察が撮影スタッフの車列をゲリラと勘違いして銃撃しスタッフ1名が負傷した。製作は無期限で中断した。
- Rust (未定)

2021年10月、アレック・ボールドウィンがリハーサル中に実弾1発を発射し撮影監督のハリーナ・ハッチンス(42)が死亡、監督のジョエル・ソウザが負傷した。実弾を装填した銃を撮影現場に持ち込んだとして銃器担当者が有罪となった。
- シミュレーション ～昭和16年夏の敗戦～  (2025 NHKドラマ)

撮影の準備中に弾着火薬が誤爆し、 近くにいた5名が耳鳴りなどの症状を訴えた、診断の結果、1名が左耳の鼓膜の一部を損傷していた。